# 鞑靼 (蒙古)
鞑靼（1388年－1635年6月12日），古時漢族對北方各游牧民族的統稱，明朝專指此时的東蒙古人。15世紀初，此时的蒙古诸部逐漸形成了東、西兩大勢力。蒙古草原東部由原來北元朝廷統治的各部組成，游牧於大漠南北，明朝稱之為「韃靼」；西部便是游牧於蒙古高原西北的瓦剌。「韃靼」屬元裔统治，或雖非元裔但為蒙古黄金家族本支，其祖先即《新元史》所稱之黑鞑靼。而与明朝所称“鞑靼”对应的蒙古人的自称为四十万蒙古，现代也称为蒙古本部。
當時蒙古本部分為各自為政的諸部，後分為左右两翼，左翼方面有察哈爾、喀爾喀、兀良哈和科爾沁等部，右翼方面有永謝布、鄂爾多斯、土默特和阿蘇特等部。

## 名稱

### 正式国号
直至被後金征服為止，蒙古诸部使用的正式国号仍为“大蒙古国”，而當時的蒙古人也習慣稱東蒙古（明人所稱韃靼）為「都沁」（意思是「四十」），如阿勒坦汗王朝用「都沁汗」稱呼林丹汗，稱西蒙古瓦剌為「都爾本」（意思是「四」），全蒙古合稱「都沁·都爾本」，後來蒙古史學家稱為「後蒙古帝國」、「四十與四的蒙古政治分裂時期」（意思為四十個東部蒙古部落和四個西部蒙古部落的政治分裂時期，或稱其分別為四十萬戶及四萬戶）、「四十四蒙古國」或者是「獨立蒙古汗國」，雖然大多數史學術語「獨立蒙古汗國」也可以指在13和14世紀出現在蒙古帝國或元朝。西方人的著作仍然主要将蒙古大汗統領的東蒙古稱為北元（Northern Yuan）而不稱為韃靼或蒙古。《明史》中有《鞑靼传》，其记载的就是蒙古的事情，蒙古人曾经统治中原一个世纪，明朝人不会不知道其自称，但明朝不用「蒙古」而用「鞑靼」来指代蒙古，反映了明人刻意用“鞑靼”名称来贬称蒙古的事实。

### 所谓「鞑靼」
晉元興元年（402年），柔然首領社崘自立為丘豆伐可汗，稱雄蒙古草原，柔然汗国之后最有名的是大檀（Tatar）可汗，他的後裔甚至以韃靼（達達、塔塔爾，都是漢譯音）為部落稱號。突厥人對蒙古高原東部一些部族稱為韃靼，其名在唐朝中葉始見於史，稱「三十姓韃靼」、「九姓韃靼」。分布於突厥以東，契丹之北，為突厥統治下的部落。突厥衰亡後，一部分一度被回鶻、黠戛斯統治。到10世紀前期，從今克魯倫河至杭愛山地區已經遍布韃靼人的部落。蒙古高原由此形成契丹據其東南，韃靼領有西北的爭雄局面。唐末五代時，與中原王朝多有聯系，九姓韃靼部眾曾隨李克用父子問鼎中原。
遼金時期，對已遷入漠北的室韋諸部落稱為韃靼，又有阻卜/朮不姑等別稱，韃靼一稱來自突厥人，因室韋中的塔塔兒部一度建立過較強的部落聯盟，故突厥以「Tatar」概稱室韋。久之，一些非室韋系統的草原部落也被納入「韃靼」範疇，韃靼成為北方諸多遊牧部族的泛稱。而蒙古的直系祖先蒙兀只是這一時期「韃靼」之一部，草原上還有很多大小不一的遊牧部落集團，如克烈、塔塔兒、弘吉剌、蔑兒乞、斡亦剌、吉利吉思、乃蠻、汪古等。
起初漢文幾乎很少出現「蒙古」這個名詞，因漢人痛恨游牧民族的關係，「韃靼」之名開始帶有強烈的歧視色彩，在宋朝時将所有游牧民族一律稱為「韃靼」。雖然元代文獻中一般都用“蒙古”這一族名，但民間卻仍習慣地用漢文「韃靼」稱他們，一些漢譯蒙古文文獻亦以“韃靼”譯寫原文中的蒙古，至於韃靼一名變成漢地人士對蒙古族的俗稱，据一些宋朝人的記載，不僅蒙古國王木華黎在接見宋使趙珙時自稱「我韃靼人」，也把汪古部及弘吉剌部等稱爲白韃靼（塔塔兒）或熟韃靼，把蒙古部稱爲黑韃靼，把森林狩獵部落稱爲生韃靼。
同時期，隨著蒙古各部對女真的經略，女真各部出現蒙古化的現象，受蒙古文化的影響开始逐渐使用蒙古文字和服飾，女真因此也被明人稱為「東韃」、「韃子」，而韃靼之名也一直使用到清朝初年，滿人入關後熟讀漢文書籍，深惡漢地的「華夷之辨」，廢除了關於滿蒙的一切帶有歧視色彩的詞彙，韃靼就成了一個只見於史料中的名詞。清代时，民间将满洲贵族家庭中的蒙古奴婢称为“骚鞑子”。衍生的韃虜，韃子等詞語仍用於現代漢語方言之中。限于民族政策，如今不允许称蒙古族为“鞑子”，在正式的交际场合，实际上也没人这样称呼蒙古人。

## 歷史

### 北元分裂
天元十年（1388年），阿里不哥的後裔也速迭兒殺害元天元帝脫古思帖木兒，奪走了脫古思帖木兒的印璽，廢除大元國號，在哈拉和林自立為蒙古可汗，明朝稱之為「韃靼可汗」。之後的蒙古陷入一團混亂，開始逐漸分裂為東部韃靼（蒙古本部）、西部瓦剌几大部落，此时的兀良哈三卫在明朝和蒙古鞑靼势力之间反复。捕魚兒海之戰及脫古思帖木兒的敗亡，在蒙古產生了強烈震動，使蒙古與明朝之間的形勢起了急劇的變化，此後明軍處於攻勢而蒙古發生內亂，一些北元部將及部落則紛紛投降明朝，東蒙古部眾被迫西遷，蒙古高原東部為之一空，只有零星小部落散居。其中勢力較大的有安達納哈出，他游牧於古兒扎河（今烏勒扎河）、幹難河一帶，接受了也速迭兒的敕封，官稱為樞密院，也速迭兒遂與部下樞密院事安達納哈出乘勢稱雄於漠北蒙古高原，勢力到達今中國東北地區。
也速迭兒於明洪武二十四年（1391年）逝世，其子恩克繼任大汗之位。從此時開始，韃靼與明朝之間幾乎沒有消息流通，無法得知其內部的情況。恩克在位四年，逝世之後由額勒伯克繼位，其在位期間，政治腐敗，品行惡劣。在位六年之後，於明建文元年（1399年）聽信瓦剌權臣浩海太尉的讒言，殺死親弟（《黃金史》作親子）哈爾古楚克鴻台吉，強娶豁阿哈屯為妃，後又命浩海太尉之子馬哈木管理四衛拉特，引起瓦剌首領猛可帖木兒不滿，結果被猛可帖木兒所殺。
坤帖木兒於明建文二年（1400年）即位，是第一個以韃靼可汗身分和明朝打交道的人。明建文二年二月十八日（1400年3月13日），韃靼即將侵擾明朝邊境，燕王朱棣因而同時向坤帖木兒與猛可帖木兒致書，曉以禍福。明建文三年十一月二十七日（1401年12月31日），坤帖木兒向明朝派遣使者通好。明建文四年（1402年），坤帖木兒被殺死，汗位由元太宗窩闊台庶子合丹的後裔鬼力赤繼承。《明史》記載鬼力赤去「大元」國號，改稱「韃靼」。

### 汗位爭奪
明永樂初年，蒙古已明顯地分裂為兩大部分，即西部的瓦剌與東部的蒙古本部，後者明朝稱之為韃靼。對於東、西蒙古的諸大首領，明成祖朱棣多方威脅利誘，招之來朝。自明建文四年（1402年）鬼力赤被擁立為蒙古大汗之後，明成祖即於明永樂元年二月十二日（1403年3月4日）遣使致書，要求「可汗能遣使往來通好，同為一家」，同時致書鬼力赤諸大臣太師右丞相馬兒哈咱、太傅左丞相也孫台、太保樞密知院阿魯台等。明永樂元年（1403年）七月，明永樂二年（1404年）四月，明永樂三年（1405年）十二月，明永樂四年（1406年）三月，明永樂五年（1407年）三月，明永樂五年（1407年）十月，前後六次派使臣要求通好，但鬼力赤一概不予理睬，有時還拘留使臣。
經瓦剌內部鬥爭，馬哈木死後由其子脫懽兼併了太平、把禿孛羅兩部，統一了瓦剌部。脫懽趁明軍大敗阿魯台之機，一再打擊阿魯台，並於明宣德八年（1433年）迎立元裔脫脫不花為岱總汗，與阿魯台所立的阿台抗衡。在瓦剌的打擊下，阿魯台逃往漠南。明宣德九年（1434年），在脫脫不花逼迫下，阿魯台率部眾逃至母納山（內蒙古烏拉特前旗烏拉山）一帶。經脫懽率瓦剌軍攻擊，阿魯台父子陣亡。潰散的部眾為脫脫不花收併。明正統三年（1438年），脫懽羽翼下的脫脫不花終於殺死阿台、朵兒只伯。數十年來，一直與瓦剌並強的蒙古本部，被脫懽兼併，蒙古暫時實現了有限度的特殊形式的統一。

### 土木堡之變
明正統十四年（1449年）明英宗朱祁鎮北征，慘敗於瓦剌也先太師統帥的蒙古軍，被俘數年後被放回明朝。

### 也先稱汗與敗亡
蒙古大汗脫脫不花為擺脫權臣也先的控制，拒絕立也先姐之子為太子，兩人為此嚴重對立。明景泰二年（1451年），脫脫不花率其弟阿噶巴爾濟等與也先開戰，失敗後逃往克魯倫河。由於脫脫不花兄弟間發生內訌，阿噶巴爾濟叛投也先，反戈相向，脫脫不花兵敗逃入兀良哈，於明景泰二年十二月二十八日（1452年1月19日）被其前妻之父沙不丹殺死。脫脫不花之死，為也先稱汗掃清了一大障礙。不久，也先又設計，以慶賀阿噶巴爾濟登汗位、也先繼任濟農為誘餌，請阿噶巴爾濟及其一黨赴宴。阿噶巴爾濟不聽其子哈剌苦出之勸阻，帶領百餘名隨從前往，結果全部被殺。哈剌苦出雖未赴宴得脫，但在逃跑途中，被一富人子弟殺害，也先繼續搜捕脫脫不花兄弟之餘黨，「凡故元頭目苗裔無不見殺」，盡收其妻妾、部眾、牲畜，分配予瓦剌諸部首領。
添元元年八月初十日（1453年9月12日），也先宰白馬九、黑牛五，舉行隆重祭天大典，稱其要復興元朝，正式稱「大元田盛大可汗」，建年號「添元」。任命其次子阿失帖木兒為太師，將大權控制在本家族手中。添元元年十月十五日（1453年11月15日），也先遣使向明朝貢馬並致書明廷，通報他已稱汗，書曰：「往者元受天命，今已得其位，盡有其國土、人民、傳國玉寶。宜順天道，遣使和好，庶兩家共享太平。」說明他已「奉天承運」 ，重建了元朝，希望得到明朝的承認。明朝不情願承認這一事實，僅為也先的稱號就爭論了一個多月，不願稱他為「大元田盛大可汗」，報書只勉強稱之為「瓦剌可汗」。這樣，也先終於以自己的聰明睿智和英勇武功，打破非黃金家族不能稱汗的傳統觀念，衝破了重重阻力，成為蒙古史上第一個也是唯一的非黃金家族出身的大汗。然而其執政僅一年就死於蒙古的內亂之中。

### 再度分裂
也先死後，東西蒙古很快再度分裂。東蒙古則進入北元宮廷貴族與成吉思汗諸弟後裔爭奪東蒙古霸權的混亂的「黑暗時代」。第二年（1454年），成吉思汗弟別里古台後裔毛里孩、喀喇沁部首領孛羅平章、第一知院孛的打里麻等擁立脫脫不花幼子年僅七歲的馬兒古兒吉思為蒙古大汗。不久，孛羅升任太師，從此在漢文文獻中便以太師孛來出現。原東蒙古部眾很快聚集到馬兒古兒吉思可汗、太師孛來以及以及毛里孩等麾下並與瓦剌新首領阿剌展開廝殺。也先死后的第二年（1454年）至第三年（1455年）之交，孛來與阿剌知院仇殺，結果阿剌被打敗，也先母、妻被俘。第三年（1455年）冬，馬兒古兒吉思、孛來、毛里孩等率部進攻瓦剌，雙方在「坎坎地面」（元代的謙謙州，今葉尼塞河上游）會戰，次年阿剌也被部下殺死。
在最初擁立馬兒古兒吉思為蒙古大汗時，毛里孩起了關鍵作用，但是孛來很快把持了東蒙古朝政並與漸漸長大的可汗馬兒古兒吉思以及毛里孩產生了矛盾。明成化元年（1465年），雙方矛盾終於激化，孛來與成吉思汗弟合赤溫後裔濟南王瘸太子（名脫脫罕）等打敗並殺死馬兒古兒吉思。但是，孛來馬上遭到了毛里孩的討伐，被毛里孩打敗並殺死。同年，毛里孩擁立脫脫不花長子脫谷思蒙克為大汗。脫谷思蒙克又稱滿剌（摩倫），有「楚王」王號。他就是蒙古文編年史書中的摩倫汗。但是，摩倫汗不受毛里孩擺布，卻與原孛來部下元代五投下貴族後裔魯氏斡羅出（阿老出）等人一起與毛里孩作對。明成化二年（1466年）九月，毛里孩率部攻摩倫汗和斡羅出，摩倫汗被殺，斡羅出被驅逐。此後直到明成化十一年（1475年）滿都魯即位，蒙古大汗之位空虛近十年。

### 達延汗中興
滿都海哈屯是一位大智大勇的蒙古族女傑。滿都魯去世後，她成為東蒙古的女首領，率兵收復在內鬨中散失的部眾。她深知蒙古傳統，故全心全意撫養蒙古大汗的正統繼承人巴圖蒙克，以恢復和擴大開權為己任。她從不同意見中作出最有力的抉擇，嚴詞拒絕了合撒兒後裔、科爾沁部領主烏訥博羅特的求婚，毅然與巴圖蒙克成婚，並於明成化十六年（1480年）扶立年幼的巴圖蒙克即汗位，稱達延汗。隨後，率兵征討瓦剌，在擊敗瓦剌之後，制訂法令，防止瓦剌的反抗，初步解除了瓦剌對東蒙古的威脅。當時東蒙古分為各自為政的諸部，左翼方面有察哈爾、喀爾喀、兀良哈和科爾沁等部，右翼方面有永謝布、鄂爾多斯、蒙古勒津和阿蘇特等部。
在達延汗統治初期，由於集中主要力量於蒙古族的統一戰爭，所以大體上和明朝保持著和平的關係。但明邊一線亦有火篩、癿加思蘭等人率部不時興兵南下，犯境擄掠。明弘治十四年（1501年），明朝發兵征討屢犯邊的蒙古族火篩等部，同達延汗的關係方趨緊張。到了明正德十二年（1517年）冬十月，達延汗率兵進犯大同鎮，犯陽河，掠應州，明武宗朱厚照親促諸軍御戰，達延汗軍隊方退去。達延汗雖在中、後期亦侵擾過明邊，但就他畢生的事業而言，主要力量始終是用於其民族各部的統一。達延汗統一了整個蒙古族後，和平地分封了諸子的勢力範圍，這次分封諸子便成了後世蒙古各部落成立的起源。
| 翼   | 万户                               | 鄂托克数量 | 细分 | 鄂托克名称 | 信息来源      |
| ---- | ---------------------------------- | ---------- | --- | --- | ------------- |
| 左翼 | 察哈尔（插汉）                     | 8          | 左翼（山阳察罕儿）四部                                                                                                 | 阿剌处（阿喇克卓特）、敖汉、乃蛮（奈曼）、主亦惕                                                                                           | [ 53 ]        |
| 左翼 | 察哈尔（插汉）                     | 8          | 右翼（阿鲁察罕儿、山阴察罕儿）四部                                                                                     | 浩齐特、乌珠穆沁、苏尼特、克什旦（克什克腾）                                                                                               | [ 53 ]        |
| 左翼 | 喀尔喀（罕哈）                     | 12         | 内喀尔喀五部 | 扎鲁特、巴林、翁吉剌特（弘吉剌）、巴岳忒（巴岳特）、乌济叶特（乌齐叶特）                                                                   | [ 53 ] [ 54 ] |
| 左翼 | 喀尔喀（罕哈）                     | 12         | 外喀尔喀七部 | 札剌亦兒、別速惕、額勒吉斤、郭爾羅斯、呼黑特、哈答斤、兀良哈                                                                               | [ 53 ] [ 55 ] |
| 左翼 | 乌梁海（兀良哈）                   | 10         | （具體屬部不詳，達延汗駕崩之後因叛亂被滅）                                                                             | （具體屬部不詳，達延汗駕崩之後因叛亂被滅）                                                                                                 | [ 53 ]        |
| 右翼 | 鄂尔多斯（阿尔秃斯、阿儿秃斯）     | 12         | 哱合厮（孛合厮）、偶甚（乌审）、叭哈纳思、打郎（达拉特）                                                               | 哱合厮（孛合厮）、偶甚（乌审）、叭哈纳思、打郎（达拉特）                                                                                   | [ 53 ] [ 56 ] |
| 右翼 | 土默特（满官嗔、蒙古贞、蒙郭勒津） | 12         | 左翼 | 蒙古勒津（满官嗔）、巴林、麻古明安（茂明安、毛明暗）、达拉特（打郎）、杭锦                                                                 | [ 57 ] [ 58 ] |
| 右翼 | 土默特（满官嗔、蒙古贞、蒙郭勒津） | 12         | 右翼 | 多罗土闷（多伦土默特、多罗土蛮）、畏吾儿（畏吾儿沁）、兀甚（乌古新、兀慎、乌审）、叭要（巴岳特、摆要）、兀鲁（乌鲁特）、王吉喇（弘吉喇特） | [ 57 ] [ 56 ] |
| 右翼 | 永谢布（应绍不）                   | 10         | 阿速（阿苏特）、哈喇嗔（喀喇沁）、舍奴郎、孛来、当剌儿罕、失保嗔（锡包沁）、叭儿廒（巴儿忽）、荒花旦、奴母嗔、塔不乃麻 | 阿速（阿苏特）、哈喇嗔（喀喇沁）、舍奴郎、孛来、当剌儿罕、失保嗔（锡包沁）、叭儿廒（巴儿忽）、荒花旦、奴母嗔、塔不乃麻                     | [ 56 ]        |

### 內憂外患
明正德十二年（1517年），達延汗逝世。由於其長子圖魯博羅特已經早於他而逝，蒙古大汗位由達延汗長孫博迪台吉繼承。當時，巴爾斯博羅特濟農借口博迪年幼，遂自立為蒙古大汗。大約兩年以後，博迪台吉在汗廷大臣的支持和擁戴下，迫使其叔父巴爾斯博羅特讓出汗位，登上了蒙古大汗的寶座，尊稱博迪阿拉克汗。自達延汗以來，察哈爾萬戶就是蒙古大汗的駐帳所在。因此，察哈爾萬戶逐漸成為蒙古的政治、經濟和文化的中心，成了蒙古正統的象徵。而蒙古本部六萬戶均須接受大汗的統一號令。達延汗在汗國之中以封地的名義分封於其兒子與親戚，統治的權力下放導致了蒙古汗國權威的旁落。而明初所羈縻的兀良哈三衛也復歸於蒙古大汗，後逐漸與漠南蒙古左翼諸萬戶融合，瓦剌則演化為四部，在東蒙古諸部的擠壓下西遷到額爾齊斯河流域。
右翼濟農巴爾斯博羅特將右翼三萬戶的領地分封給六個兒子。在這一時期的封建割據中，以右翼土默特萬戶封建主俺答（1507年－1582年）的勢力為最強，他是巴爾斯博羅特的次子，又稱阿勒坦，在其父死後，他輔助其兄袞必里克墨爾根（他襲濟農位）統率右翼三萬戶；明嘉靖二十一年（1542年），其兄去世，俺答汗以兄長的地位統率諸兄弟，並將濟農的九子也置於自己的控制之下。由此俺答汗的強大實力震動了大汗，迫使大汗打來孫東遷。日後直轄左翼察哈爾部的大汗布延為了標榜身份正統性，稱其持有的印璽為大汗御璽，但被諸部嘲笑。

### 俺答封貢
明嘉靖二十一年（1542年），俺答勢力坐大並進寇山西，從此內犯無虛歲，曾三次剽掠京畿，為明朝最大的邊患，明廷無可如何。二十多年來，俺答因接近漢人，生活逐漸漢化，又受喇嘛教的影響，年老厭戰。當時明朝南倭已平，防備嚴密。而其孫把漢那吉，因其未婚妻三娘子，為俺答所占，帶部下千人降明，明廷授以官職，遂請求封貢互市。明隆慶五年三月二十八日（1571年4月21日），明封俺答為順義王。俺答死，其妻三娘子再配其子與孫，掌握兵權，為明朝守衛邊塞，明封為忠順夫人，北方無戰事者二十餘年。俺答之子乞慶哈和孫撦力克，也襲封為順義王。但盤據河套的韃靼部長卜失兔等人，在明萬曆年間，又侵擾甘涼洮岷和西寧，明萬曆十九年（1591年），明廷停止賞賜和互市，八年後恢復。撦力克死，卜失兔強迫與忠順夫人結婚。明萬曆四十一年六月初八日（1613年7月25日），明廷封卜失兔為順義王，駐牧於山西大同之北。

### 投降後金
後金在17世紀初崛起，並積極拉攏滲透東蒙古諸部，並與察哈爾本部發生衝突，不相統屬，陷於內鬥的蒙古各部逐漸被其征服。明崇禎七年（1634年）五月，林丹汗在病交迫中抱恨終天，死於甘肅大草灘（今甘肅省天祝藏族自治縣境內）。林丹汗死後，察哈爾部眾紛紛投往後金，只有汗室困守大漠。明崇禎八年二月二十六日（1635年4月13日），皇太極派多爾袞、岳托、薩哈璘和豪格等人率精騎一萬，遠征察哈爾餘部，收服林丹汗之子額哲。明崇禎八年四月二十八日（1635年6月12日），清軍抵達額哲的駐地托里圖，額哲與母親蘇泰太后投降清太宗皇太極統治的後金，獻出名為「制誥之寶」的傳國璽，元太祖成吉思汗建立的大蒙古國歷經430年之後正式宣告滅亡。东蒙古黄金家族一系仅存外喀尔喀的三大部落保持独立状态，但互不统属，喀尔喀三汗在1640年与卫拉特诸部在塔尔巴哈台会盟，制定《喀尔喀·卫拉特法典》希望与满清政权对抗，但满清逐渐干预外喀尔喀内政，最终因噶尔丹入侵，三大部落被迫在多倫諾爾會盟投附清朝。

## 君主列表
| 肖像           | 尊號           | 名諱                    | 在世時間              | 年號 | 在位時間              |
| -------------- | -------------- | ----------------------- | --------------------- | ---- | --------------------- |
|                | 卓里克圖汗     | 也速迭兒                | 1359年－1391年        | －   | 1388年－1391年        |
| 恩克卓里克圖汗 |                | 也速迭兒                | 1359年－1391年        | －   | 1388年－1391年        |
|                | －             | 恩克                    | ？－1394年            | －   | 1391年－1394年        |
|                | 尼古埒蘇克齊汗 | 額勒伯克 （买的里八剌） | 1362年－1399年        | －   | 1394年－1399年        |
|                | 托歡汗         | 坤帖木兒                | 1384年－1402年        | －   | 1399年－1402年        |
|                | －             | 烏魯克帖木兒            | ？－1408年            | －   | 1402年－1408年        |
|                | －             | 完者帖木兒 （本雅失里） | 1379年－1412年        | －   | 1408年－1412年        |
|                | －             | 答里巴                  | 1395年－1415年        | －   | 1411年－1415年        |
|                | －             | 斡亦剌歹                | ？－1425年            | －   | 1415年－1425年        |
|                | －             | 阿台                    | 1390年－1438年        | －   | 1425年－1438年        |
|                | 岱總汗         | 脫脫不花                | 1416年－1452年1月19日 | －   | 1433年－1452年1月19日 |
|                | －             | 阿噶巴爾濟              | 1423年－1453年        | －   | 1451年－1453年        |
|                | 大元田盛大可汗 | 也先                    | 1407年－1454年        | 添元 | 1453年9月12日－1454年 |
| －             | 烏珂克圖汗     | 馬兒古兒吉思            | 1448年－1465年        | －   | 1454年－1465年        |
|                | 摩倫汗         | 脫谷思蒙克              | 1437年－1466年        | －   | 1465年－1466年        |
|                | －             | 滿都魯                  | 1438年－1479年        | －   | 1475年－1479年        |
|                | 大元大可汗     | 巴圖蒙克                | 1464年－1517年        | －   | 1480年－1517年        |
| 達延汗         |                | 巴圖蒙克                | 1464年－1517年        | －   | 1480年－1517年        |
|                | 賽音阿拉克汗   | 巴爾斯博羅特            | 1490年－1531年        | －   | 1517年－1519年        |
|                | 阿拉克汗       | 博迪                    | 1504年－1547年        | －   | 1519年－1547年        |
|                | 庫登汗         | 打來孫                  | 1520年－1557年        | －   | 1547年－1557年        |
| －             | 扎薩克圖汗     | 圖們                    | 1539年－1592年        | －   | 1557年－1592年        |
|                | 徹辰汗         | 布延                    | 1554年－1604年        | －   | 1592年－1604年        |
|                | 庫圖克圖汗     | 林丹巴圖爾              | 1592年－1634年        | －   | 1604年－1634年        |
| –              | －             | 額爾克孔果爾            | 1622年－1641年3月4日  | －   | 1634年－1635年6月12日 |

## 关联条目

### 四十四萬蒙古和卫拉特
前面为明初蒙古各部在《明史》內的称谓，括号内为蒙古史书称谓
- 鞑靼（“Döchin Mongol”，四十万户蒙古）
- 瓦剌（“Dörvön Oirad”，四万户卫拉特）
- 兀良哈三衛（“ölge yin ǰirγuγan mingγan öǰiyed”，山阳六千乌济叶特）

### 明末清初蒙古各部
- 漠南蒙古
- 厄鲁特蒙古（漠西蒙古）
- 喀尔喀蒙古（漠北蒙古）

## 延伸阅读
[在维基数据编辑]
 《明史卷三百二十七》，出自《明史》